# 長上
長上（ちょうじょう）とは、古代日本の律令制における出勤形態で、常勤を指した。その勤務形態を取る官人のことを長上官（ちょうじょうかん）、工人のことを長上工（ちょうじょうこう）といった。一方、非常勤のことは番上といった。

## 概要
今日の会社員などのように一定日数連続出勤して、1日假を得る原則（日本の律令制では5日ごとに1日の休暇）であるが、例外的に天皇の警護など常時必要とされる勤務の場合には、予め申請した日にまとめて5日分の假を取った。

### 長上官
長上官には大きく分けて内長上と外長上がある。内長上は職事官（官位相当を持つ四等官と品官）を指すが、その他京官（内舎人など）や散位五位以上の官人もこれに準じた扱いを受ける。外長上は地方官（四等官以外）を指すが、郡司は四等官を採用していても官位相当は採用していないためこちらに含まれる。その他に軍団の大少毅・国博士・国医師などが該当する。
長上官に対する毎年の考課（勤務評定）は年240日以上の出勤を満たさないと対象外とされた。勤務内容により内長上は9段階、外長上は4段階で評価され、その結果を踏まえて前者は6年、後者は10年ごとに昇進の是非が決定された（なお、706年（慶雲3年）にはそれぞれ4年と8年に短縮されている）。

### 長上工
長上工とは人事面で長上官に準じた扱いを受ける人々を指す。本来は画師・挑文師・染師・典履・典革・大宰大工少工などに官太政官の判任によって任ぜられて位相当が授けられて長上工として受けた（ただし大宝律令期より官位相当を有していたのは大宰大工少工のみとされる）。更に757年（天平宝字元年）の養老律令施行時には官位相当を見送られた22種の工人に対しても品官相当ということで別勅（律令の規定にない事項を命じた勅命）によって長上工の扱いを認められ、以後も機能強化された図書寮・内匠寮・木工寮・修理職などを中心に別勅による適用範囲の拡大が行われた。このため、当初から長上工とされていた人々を才伎長上（さいぎのちょうじょう）、養老律令施行以後に別勅によって追加された人々を別勅長上（べっちょくのちょうじょう、別勅才伎長上）と呼ばれた。長上工の季禄は自己の位階が所属官司の主典と同等以上であれば少判官の禄を支給され、それに満たない場合は大主典の禄を支給されていた。
10世紀に入ると、技術系官司そのものが衰退したため、長上工そのものを備えることが出来なくなり、衰退した。